# Giorgio Piccardi
Giorgio Piccardi (Firenze, 13 ottobre 1895 – Riccione, 22 dicembre 1972) è stato un chimico e chimico-fisico italiano noto per affermare di avere scoperto alcune proprietà peculiari dell'acqua e dei liquidi polari in generale.

## Biografia
Giorgio Piccardi nacque a Firenze il 13 ottobre 1895. Si iscrisse nel 1913 all'Istituto di Studi Superiori Pratici e di Perfezionamento di Firenze, dove fu allievo di Ugo Schiff. Interruppe gli studi per lo scoppio della prima guerra mondiale, nella quale fu ufficiale degli alpini e guadagnò una medaglia d'argento, e li riprese al termine del conflitto nella facoltà di ingegneria chimica al Politecnico di Torino. Tornò infine a Firenze e si laureò con Luigi Rolla (1882-1960) nel 1922. Rimase all'università, dapprima come assistente di Rolla. Nel 1938 vinse la cattedra di chimica all'Università di Genova; nel 1945, anche per ragioni belliche, rientrò a Firenze, dove poi assunse la direzione dell'Istituto di Chimica Fisica (dal 1947 al 1965) e quindi del Centro Universitario Fenomeni Fluttuanti (CUFF), da lui fondato.
Si occupò della correlazione tra le energie di ionizzazione degli elementi e le proprietà periodiche, delle atmosfere dei pianeti, del frazionamento degli elementi delle terre rare e di varie altre questioni anche lontane dal campo tradizionale della chimica fisica. Nel 1924 Luigi Rolla e Lorenzo Fernandes (1902-1977) pensarono di essere riusciti a isolare l'ultimo dei lantanidi non ancora scoperto (numero atomico 61) che battezzarono "Florenzio". La scoperta del Florenzio si dimostrò tuttavia errata e nel 1942 spettò a Piccardi e a Rolla pubblicarne la smentita.
Fino al 1951 la sua attività di ricerca si svolse in diversi settori della chimica e della fisica: processi elettronici e potenziali di ionizzazione, studi sul Sistema periodico degli elementi, ricerche sulle terre rare e in particolare sull'elemento n. 61, studi di spettroscopia atomica e molecolare e sue applicazioni in campo industriale, archeologico e astrofisico, studio dei fenomeni di superficie e relative applicazioni in campo biologico. Già negli anni trenta Piccardi, prendendo avvio dallo studio di come si poteva evitare la formazione di incrostazioni calcaree nelle tubature e nelle caldaie, iniziò a studiare la precipitazione di varie sostanze in presenza di acqua. Dopo numerosi esperimenti Piccardi si convinse che la modalità della precipitazione fosse dovuta all'effetto di campi magnetici. Distinse due tipi di precipitazione: nella precipitazione "T" il precipitato si formava rapidamente sotto forma pulverulenta; nel tipo "R", il precipitato si formava con un certo ritardo e si presentava sotto forma di fiocchi che sedimentavano lentamente. C'era tuttavia una grande variabilità e non riproducibilità dei fenomeni osservati.

## Stati di attivazione dell'acqua
A partire dal 1951 Piccardi cominciò a utilizzare dei metodi statistici per cercare di capire cosa potesse influenzare l'andamento della precipitazione, in particolare della precipitazione dell'ossicloruro di bismuto (BiOCl) che determinava aggiungendo dell'acqua a una soluzione concentrata di cloruro di bismuto (BiCl3). Dopo un numero notevole di test chimici (altri test chimici vennero realizzati, per esempio, studiando la polimerizzazione dell'acrilonitrile), Piccardi credette di aver individuato i vari tipi di fluttuazione: c'erano fluttuazioni giornaliere (originate, per Piccardi, da fattori di tipo climatico e da campi elettromagnetici presenti nell'ambiente), fluttuazioni mensili (originate, per Piccardi, dalla rotazione del Sole su se stesso), fluttuazioni undecennali (per l'andamento ciclico dell'attività solare); Piccardi ipotizzò fluttuazioni secolari, per il moto elicoidale della Terra rispetto alla galassia. Gli studi di Piccardi sui fenomeni fluttuanti furono sostanzialmente ignorati dalla maggior parte della comunità scientifica e pubblicati per lo più non su riviste di chimica o di fisica, ma su periodici di astronomia, geofisica, meteorologia, bioclimatologia, medicina, eccetera. L'analisi critica dei lavori di Piccardi sulla precipitazione dell'ossicloruro di bismuto ha suggerito che, nonostante le analisi statistiche quantitative con le quali Piccardi sottoponeva i risultati dei suoi test chimici, i dati fossero ottenuti in modo completamente qualitativo, con l'uso di strumenti di misura poco precisi, viziati da approssimazioni e mancanza di standardizzazione.
Imprecisioni appaiono anche nel modo in cui Piccardi esponeva i suoi risultati, esistono lavori in cui compaiono grafici senza i punti sperimentali ma solo con le curve interpolanti.
Tali stati di attivazione modificherebbero il comportamento dell'acqua (Vedi: Capel-Boute C. ed Altri L'Eau, Trames, Boudes & Turbulences, Vol. 1, Parigi 1991.): secondo la teoria di Piccardi l'acqua attivata “T” è meno viscosa (vedi: G. Piccardi "Sulla tensione superficiale dell'acqua attivata "T"", Gazzetta Chimica Italiana, vol. 68, 1938) dell'acqua normale (“N”) ed in essa i fenomeni di precipitazione (nonché di cristallizzazione e velocità di reazione) sarebbero accelerati. Sempre secondo la medesima teoria l'acqua attivata “R” è più viscosa dell'acqua normale ed in essa i fenomeni di precipitazione (nonché di cristallizzazione e velocità di reazione) sarebbero ritardati (spesso si formerebbero in essa colloidi). L'entità di tali fenomeni dipende dall'entità dell'azione subita, che non è istantanea (vedi: G. Piccardi "Nuovi effetti chimici e biologici dell'acqua attivata...", citato).
In collaborazione con Vittorio Maragliano di Bologna ed altri biologi (Messeri, Corsi ed Donateli di Firenze, Tedeschi ed Gioielli a Ferrara, Reverberi a Roma), osservò anche le proprietà biologiche dell'acqua da lui attivata, e sarebbero state osservate notevoli modificazioni dei processi vitali indotte da questa (Vedi: G. Piccardi "Nuovi effetti chimici e biologici...", citata).
Dalle sue osservazioni, Piccardi ritenne che le cause di queste fluttuazioni fossero la diversa velocità con cui la Terra si muove nei vari periodi dell'anno (massima a primavera e minima in autunno) e l'attività magnetica del Sole, ritenendo che gli stati di attivazione dell'acqua si modificassero con il potenziale atmosferico e con l'attività solare, cosa che gli guadagnò il soprannome de "il chimico del Sole".
Al di là delle critiche, a Piccardi sono state riconosciute anche da chi ha criticato i suoi risultati, notevoli qualità umane che portavano a una vera ammirazione nei suoi confronti da parte di allievi e collaboratori che può benissimo avere contribuito ad un effetto di autoinganno.
E da rimarcare che Piccardi smentì sempre un legame tra i suoi lavori e l'astrologia e non ebbe mai contatti con omeopati. Ebbe invece contatti con studiosi che sostenevano l'esistenza di cicli sincronizzati tra loro sia nelle scienze sociali che nei fenomeni fisici e biologici.
Dato che le energie in gioco in questo fenomeno sono minime, esso è suscettibile di manifestarsi in modo diverso da un momento all'altro (appunto, ad esempio, per gli effetti del potenziale atmosferico); questo lo portò a definire questo tipo di fenomeni come "fenomeni fluttuanti".
È stata ipotizzato che tali fenomeni siano dovuti alle diverse disposizioni delle molecole d'acqua nei cluster in cui tali molecole sono raggruppate quando l'acqua è allo stato liquido o di vapore, e che tali configurazioni si determinino in seguito all'assorbimento di energia (a livelli quantistici) da parte degli stessi cluster di molecole d'acqua (vedi atti del convegno "Cosmos and Biosphere", Alushta, Crimea, ottobre 2011).
La maggior parte dei lavori di Giorgio Piccardi sono stati pubblicati dalle riviste della Società Chimica Italiana "La Chimica e l'Industria" e la "Gazzetta Chimica Italiana", ma anche in altri ambiti, con per esempio la rivista di astronomia "Coelum". Giorgio Piccardi, il chimico del sole, si spense dopo una lunga malattia il 22 dicembre 1972.

## Opere di Piccardi
- The Chemical Basis of Medical Climatology, Springfield 1962.

### Pubblicazioni sugli stati di attivazione dell'acqua
- "Sopra un nuovo fenomeno di natura elettrica e sopra un nuovo effetto presentato dai metalli", Gazzetta Chimica Italiana, vol. 68, 1938, pag. 246-263;
- "Sulla precipitazione del carbonato di calcio da acqua dura attivata ("T" od "R") e normale", Gazzetta Chimica Italiana, vol. 68, 1938, pag. 287-291 (con Maria Letizia Corsi);
- "Sulla tensione superficiale dell'acqua attivata "T"", Gazzetta Chimica Italiana, vol. 68, 1938, pag. 471-473 (con Eugenio Fabrini e Maria Letizia Corsi);
- "Influenza dell'attivazione "T" ed "R" sui colloidi d'oro", Gazzetta Chimica Italiana, vol. 69, 1939, pag. 609-614 (con Edmondo Botti);
- "Influenza dell'attivazione ("T" ed "R") sul trisolfuro di arsenico colloidale", Gazzetta Chimica Italiana, vol 69, 1939, pag. 722-730;
- "Nuovi effetti chimici e biologici dell'acqua attivata "T" ed "R"", La Chimica e l'Industria, n°7, 1939, pag. 455-457;
- "Sulla disincrostazione fisica delle caldaie e su di una relazione fra fenomeni ambientali ed alcuni fenomeni chimico--fisici", Tecnica Italiana, n°5, settembre-ottobre 1951;
- "Sulla disincrostazione delle caldaie", L'Imbottigliamento, n°3, luglio 1958, pag. 27-38.

### Pubblicazioni sulla chimica dei lantanidi
- "Sugli spettri d'arco delle miscele neodimio-samario", A. Gatterer, J. Junkes, L. Rolla, G. Piccardi, Pontificia Academia Scientiarum, 1942.

## L'archivio e la biblioteca
La biblioteca di Giorgio Piccardi, e in modo particolare la sua ricca raccolta di oltre tremila miscellanee, organizzate in sezioni tematiche, è stata donata alla biblioteca del Museo Galileo dagli eredi agli inizi degli anni Ottanta, facendo seguito alla donazione di alcuni volumi antichi appartenuti a Piccardi, donati nei primi anni Settanta.
Fra le miscellanee sono di particolare interesse le 270, rilegate in quattro volumi, che costituiscono, nell'intenzione di chi le ha raccolte e donate, l'opera omnia dell'autore.
Nel 2007 è stata infine consegnato alla biblioteca del Museo l'archivio Piccardi, che raccoglie la corrispondenze scientifica, i quaderni di laboratorio, ma anche diari, foto e altro materiale di ricerca.